# مسجد سعد الدين الجباوي
مسجد سعد الدين الجباوي هو أحد المساجد الاثرية في بلدة جبا بمحافظة القنيطرة في سوريا. بني المسجد في الفترة العثمانية على الطراز الإسلامي تبلغ مساحته 800 متر مربع.

## عمارته
تمت عمارته عن فن إسلامي في طراز البناء وتميز الجامع بعدد من القباب، وفي الداخل مجموعة من القناطر الحجرية. كما يوجد أربعة قباب من الجهة الشمالية وقبة خامسة في الجهة الغربية، تجاورها قبة سادسة، وقبة الضريح وهي أكبر القباب، ومأذنة مربعة الشكل ترتفع عشرة أمتار بنيت بالحجر البازلتي.
بُني المسجد ببناء حديث ملاصق للبناء القديم للجامع، حيث ترتفع مأذنته وقبته لتكمل البناء الأثري القديم مع الحديث، وكان الجامع في السابق مدرسة يُدرس فيها علوم القرآن على يد إمام المسجد والخطيب، يئم المسجد الزوار من مختلف المناطق لزيارة المسجد، من سوريا ومن خارجها وذلك نظرًا لتاريخه وقدمه.